# Ethan Carter III
Michael Hunter Hutter (Willoughby, 18 de março de 1983) é um lutador de luta livre profissional e ator estadunidense. Ele trabalhava para a WWE e para a Impact Wrestling onde foi Campeão Mundial. Atualmente EC3 está sob contrato com a Ring of Honor.
Hutter começou sua carreira no wrestling profissional em 2002, e trabalhou para várias promoções a partir de outubro de 2006. Em julho de 2006, Hutter assinou um contrato com a World Wrestling Entertainment (WWE), fazendo sua primeira aparição no episódio de 24 de julho do Raw. Em março de 2007, ele foi designado para Ohio Valley Wrestling (OVW), território de desenvolvimento da WWE na época. Embora ele tivesse contrato com a WWE, Hutter competiu em várias promoções independentes, onde ganhou o AIW Absolute Championship, BCCW Euro-Canadian Championship, e o Firestorm Pro Heavywight Championship.
Em fevereiro de 2009, Hutter foi designado pela WWE a Florida Championship Wrestling (FCW), outro território de desenvolvimento, onde venceu o FCW Florida Tag Team Championship com Johnny Curtis. Em dezembro de 2010, ele competiu na quarta temporada do NXT, e chegou à semifinal, mas foi eliminado da competição. Ele retornou em junho de 2011, competindo na quinta temporada do NXT, conhecido como NXT Redemption, mas essa edição não teve vencedor.

## Carreira

### Treinamento e início de carreira
Hutter lutou em várias promoções em Ohio depois de fazer sua estreia. Na Absolute Intense Wrestling, em 12 de outubro de 2006, ele enfrentou Vincent Nothing, em uma luta que acabou sem vencedor. Ele também lutou pela Pro Wrestling Ohio, fazendo sua estreia no nono episódio do da PWO TV, onde se uniu com M-Dogg 20, sob o nome "Deviant" Michael Hutter. Ele imediatamente começou uma rivalidade com Josh Prohibiton e Johnny Gargano e, no evento principal do episódio 13, ele se uniu a Jason Bane para derrotar Prohibiton e Gargano. Ele fez sua última aparição para a promoção no episódio 16, sendo derrotado por Prohibiton em uma luta para determinar o desafiante pelo pelo PWO Heavyweight Championship.

### World Wrestling Entertainment / WWE (2006–2013; 2018–presente)
Em 24 de julho de 2006, Hutter apareceu nas gravações do Heat antes do Raw, onde se uniu a Chris Cronus, sendo derrotado pela dupla de Viscera e Charlie Haas.

#### Ohio Valley Wrestling e promoções independentes (2007–2008)
Hutter fez sua estreia na Ohio Valley Wrestling (OVW) em 27 de março de 2007, nas gravações do programa de televisão da promoção, sendo derrotado por Tony Braddock em uma luta não televisionado, usando seu nome real. Na semana seguinte, ele foi derrotado por Mike Mondo em outra luta não televisionada, antes de mudar seu nome para "Mike Hutter". Ele lutou em várias lutas não televisionadas antes das gravações de televisão, em parceria com Nick Nemeth e Chris Cage foram derrotados por Mike Kruel, Vladimir Kozlov e Boris Alexiev em uma luta de trios, antes de ser derrotad por Mondo novamente. Em 25 de abril, nas gravações de televisão, Hutter se uniu a TJ Dalton e Jamin Olivencia, sendo derrotado por Pat Buck, Johnny Punch e Braddock, antes de ser derrotado por Del Electrico em uma luta não televisionada antes das gravações de 2 de maio. Ao longo de maio, ele foi derrotado por Anthony Polaski (Tony Braddock rebatizado) em uma luta não televisionada e Dan Rodman, nas gravações de 23 de maio, quando foi atacado por Kruel, Kozlov e Mr. Strongko. Em sua última luta pela OVW, no final em junho, Hutter desafiou o Campeão dos Estados Unidos da WWE, Montel Vontavious Porter, mas o combate foi ganho por Chet The Jet.
Em 27 de junho de 2007, Hutter apareceu em um evento da Derby City Wrestling em Louisville, Kentucky, onde se uniu a Osiris para derrotar The Belgian Brawler e Apocalypse em uma luta não televisionada. Em 9 de dezembro de 2007, a Firestorm Pro Wrestling realizou seu evento inaugural, o Destroy Erase Improve. Hutter participou de um torneio de seis lutadores na promoção. O torneio durou nove meses e acabou em 12 de setembro de 2008, no Something to Die For. Nesse evento, Hutter ganhou uma luta de eliminação envolvendo seis lutadores para se tornar o primeiro Campeão dos Pesos-Pesados da Firestorm Pro. Hutter fez sua última aparição pela Firestorm Pro Wrestling em 13 de dezembro de 2008, quando ele abandonou o Firestorm Pro Heavyweight Championship, que mais tarde foi conquistado por John McChesney.

#### Florida Championship Wrestling (2009–2012)
Hutter fez sua estreia na Florida Championship Wrestling (FCW) em 9 de fevereiro de 2009, como Mike Hutter, sendo derrotado por Drew McIntyre. Em 19 de fevereiro, ele mudou seu nome para Derrick Bateman e Abraham Washington tornou-se seu manager. Ele se aliou a Lennox McEnroe contra Scotty Goldman e DJ Gabriel, mas foram derrotados. Nas gravações da FCW TV em 26 de fevereiro, Hutter, Washington e Tristan Delta foram derrotados em uma luta não televisionada para Brett DiBiase, Maverick Darsow e Tank Mulligan. Em março, ele e Dylan Klein foram derrotados por Kafu e Sweet Papi Sanchez. Em abril, ele se tornou conhecido como Agent D., como parte do grupo "Washington Secret Service" ao lado de Agent T. e Agent C. Ele voltou a usar o nome Derrick Bateman em junho, em uma derrota para DJ Gabriel.
Depois de um hiato, voltou a FCW em 2010, em parceria com Adam Henderson, sendo derrotado pelos The Brothers Rotundo (Bo e Duke). Em março, ele foi derrotado por Richie Steamboat e Joe Hennig em lutas individuais, e por Johnny Prime, Orlando Colón e Incognito, em uma luta de trios, antes de derrotar Rudy Parker. Ele passou a ser derrotado por Skip Sheffield, Percy Watson, Mason Ryan, Wes Brisco e Eli Cottonwood ao longo dos meses seguintes. Em meados de 2010, ele formou uma dupla conhecida como The Handsome Man's Express com Leo Kruger, e os dois desafiaram Los Aviadores (Hunico e Épico) pelo FCW Florida Tag Team Championship em 2 de julho. A Handsome Man's Express foi dissolvida meses depois, após Kruger derrotar Bateman em 29 de julho. Em 12 de agosto de 2010, Hutter se uniu a Johnny Curtis para ganhar o FCW Florida Tag Team Championship, derrotando a dupla de Donny Marlow e Brodus Clay e os campeões, Los Aviadores. Eles defenderam com sucesso os títulos contra Los Aviadores, Clay e Marlow, e The Dudebusters (Caylen Croft e Trent Barreta). Após um reinado de quese três meses, Bateman e Curtis perdram o título para Wes Brisco e Xavier Woods em 4 de novembro.

#### NXT e SmackDown (2010–2013)
Durante o final da terceira temporada do NXT, foi anunciado que Bateman seria um dos competidores da quarta temporada, com Daniel Bryan como seu mentor. Ele fez sua estreia no programa no episódio de 7 de dezembro do NXT, em parceria com Daniel Bryan, sendo derrotado por Conor O'Brian e seu mentor Alberto Del Rio. Ele teve sua primeira luta individual no episódio de 14 de dezembro, sendo derrotado por Alberto Del Rio, através de submissão. Na semana seguinte, Bateman venceu os desafios "Wheelbarrow Race" e "Hot Seat Triva" (respectivamente uma corrida carregando um barril e um jogo de conhecimentos gerais), ganhando pontos de imunidade antes da primeira eliminação da temporada. Bateman fez sua última luta em 28 de dezembro, quando foi derrotado por Conor O' Brian. Bateman, em seguida, venceu o "Slingshot Challenge" e "Superstar Password" no episódio de 11 de janeiro do NXT. Na semana seguinte, Bateman venceu o desafio "How Well Do You Know Your Pro?" e, com Bryan, derrotou Brodus Clay e Ted DiBiase.
No episódio de NXT em 1 de fevereiro, Bateman e Daniel Bryan derrotaram R-Truth e Johnny Curtis. Nas semanas seguintes, Bateman teve pouco sucesso nos desafios. Bateman ficou entre os três últimos competidores, mas foi eliminado no episódio de 22 de fevereiro. Ele retornou no episódio de 1 de março, competindo em uma luta de duplas com Conor O' Brian contra Byron Saxton e Jacob Novak, vencendo.
Depois de Conor O'Brian ser eliminado no episódio de 28 de junho do NXT Redemption, foi anunciado que Bateman seria adicionado ao programa para as últimas semanas, trazendo de volta o seu mentor Daniel Bryan no processo. Na semana seguinte do NXT Redemption, Bateman ganhou sua primeira luta na volta ao programa. Com Daniel Bryan, derrotou Darren Young e Titus O'Neil. No episódio de 19 de julho, Bateman tornou-se um vilão, ao tentar ajudar Darren Young contra Titus O'Neil. Na semana seguinte, ele confirmou seu status como vilão ao aceitar ajuda de Young para derrotar O'Neil. No episódio de 16 de agosto, Bateman e Maxine começaram uma rivalidade com Titus O'Neil e AJ. Bateman chegou a derrotar O'Neil em uma luta individual após a interferência de Maxine. Depois de derrotar O'Neil no episódio de 26 de outubro, Bateman propôs casamento a Maxine.
No episódio de 9 de novembro, Maxine revelou a Bateman que ela havia se tornado amiga de Johnny Curtis, e mais tarde Bateman e Curtis se uniram e venceram Titus O'Neil e Percy Watson. No episódio de 7 de dezembro do NXT Redemption, Bateman derrotou Johnny Curtis, tornando-se mocinho mais uma vez, e depois Maxine terminou seu relacionamento com com a Bateman pensando que ele havia flertado com sua mãe. Depois de Bateman novamente derrotar Johnny Curtis no episódio de 28 de dezembro, Maxine telefonou para Bateman, pensando que ele estaria tentando acabar com sua carreira. Mais tarde, Maxine beijou Curtis. Na semana seguinte, no episódio de 4 de janeiro, Bateman foi derrotado por Darren Young após uma distração de Johnny Curtis e Maxine anunciando que iriam se casar em Las Vegas, Nevada. No 100º episódio do NXT Redemption, Bateman interrompeu a cerimônia de casamento entre Johnny Curtis e Maxine, mostrando um vídeo gravado pelas câmeras de segurança no vestiário, mostrando Johnny Curtis roubando o iPad de Bateman e enviando um e-mail para Theodore Long se livrar de Maxine, e posteriormente se reuniu com Maxine. No episódio de 15 fevereiro, Bateman se uniu a Justin Gabriel para derrotar Heath Slater e Johnny Curtis, e depois salvou sua amiga Kaitlyn de Maxine. Duas semanas depois, Kaitlyn confessou seu amor por Bateman e o beijou durante uma intervenção, envolvendo também Justin Gabriel e Alicia Fox, até que Maxine apareceu e mais uma vez atacou Kaitlyn. No episódio de 7 de março do NXT Redemption, Maxine terminou seu relacionamento com Bateman. Na semana seguinte, Bateman confessou seu amor por Kaitlyn e a beijou, assim solidificando seu novo relacionamento. No episódio de 21 de março, Bateman e Kaitlyn acusaram Maxine e Johnny Curtis de estarem envolvidos no desaparecimento de Matt Striker. Bateman foi acompanhado por Kaitlyn no episódio de 28 de março, mas foi derrotado por Hunico. Bateman e Kaitlyn encontraram Matt Striker no armário de um zelador, escondido por Curt Hawkins e Tyler Reks em 11 de abril. No episódio de 25 de abril do NXT Redemption, Bateman foi atacado por JTG, e mais tarde o derrotou. Bateman fez o seu regresso televisivo no dia 4 de maio durante o SmackDown, sendo derrotado por Ryback após Damien Sandow recusar-se a enfrentar Bateman. No episódio de 9 de maio do NXT Redemption, Bateman foi atacado nos bastidores por uma pessoa desconhecida. No episódio de 30 de maio, Bateman competiu em uma luta de trios com Percy Watson e Justin Gabriel contra Johnny Curtis, Michael McGillicutty e JTG, mas foi derrotado. Bateman enfrentou Brodus Clay em 8 de junho, no SmackDown, mas foi derrotado.
Bateman, em seguida, estreou na 6ª temporada do NXT em 27 de junho, quando derrotou seu rival Johnny Curtis. Ele e Johnny Curtis se uniram para enfrentar The Usos no WWE Superstars em 19 de julho, mas foram derrotados. Hutter foi demitido da WWE em 17 de maio de 2013.

#### Retorno ao NXT (2018–presente)
Em 27 de janeiro de 2018, Hutter, sob sua personagem EC3, retornou ao NXT, ficando na plateia do NXT TakeOver: Philadelphia. A WWE posteriormente confirmou que ele tinha assinado um novo contrato com a empresa.

### Circuito independente (2013–2018)
Logo após a sua libertação, Hutter foi anunciado para lutar no Absolute Intense Wrestling's Absolution VIII em sua cidade natal, Cleveland, Ohio sob seu nome real. Ele fez sua estreia para a promoção em 30 de junho, quando derrotou Tim Donst. Ele também começou a trabalhar para a Florida Underground Wrestling em maio de 2013.

### Total Nonstop Action Wrestling / Impact Wrestling (2013–2018)

#### Invencibilidade (2013–2014)
Em 29 de agosto de 2013, Hutter trabalhou em uma luta preliminar na Total Nonstop Action Wrestling (TNA), perdendo para Jay Bradley. Em 26 de setembro de 2013, a TNA exibiu uma vinheta sobre um novo talento, Ethan.  Na semana seguinte, outra vinheta foi ao ar, uma vez que mais tarde foi relatado que Hutter tinha assinado com a Total Nonstop Action Wrestling (TNA) e estaria estreando com o novo personagem como sobrinho mimado de Dixie Carter. A seguir, na próxima semana, outra vinheta foi ao ar revelando o novo nome no ringue de Hutter como Ethan Carter III (EC3).
Em 20 de outubro de 2013 Carter estreou no Bound for Glory como um vilão, derrotando Norv Fernum. Carter fez sua estreia no Impact Wrestling em 24 de outubro, derrotando Dewey Barnes. Nas semanas seguintes, Carter novamente derrotou Fernum e Barnes em lutas individuais ou mesmo em uma luta 2-contra-1 contra ambos. Em 21 de novembro no Impact Wrestling: Turning Point, Carter derrotou Shark Boy e na semana seguinte, Curry Man. No episódio de 12 de dezembro do Impact, Carter foi confrontado por Sting que o obrigou a escolher entre lhe enfrentar ou entrar na luta Feast or Fired. Carter escolheu a última opção e conseguiu uma das pastas, que foi revelado ter um contrato pelo TNA World Tag Team Championship. Em 26 de dezembro no Impact, Carter se juntou com os BroMans (Jessie e Robbie E) e Rockstar Spud em uma luta 4-contra-2 contra Sting e Jeff Hardy, onde Carter derrotou Sting. No Impact de 2 de janeiro, Carter foi desafiado por Sting para um combate no Impact Wrestling:Genesis, um confronto que Carter iria ganhar após a ajuda dos árbitros especiais Magnus e Rockstar Spud. No Impact de 6 de fevereiro, Carter atacou Kurt Angle para salvar Magnus de perder por submissão contra ele, e em seguida, lesionou o joelho esquerdo reparado cirurgicamente de Angle.[carece de fontes?] Na próxima semana, ele foi derrotado por Gunner e perdeu a maleta do Feast or Fired.[carece de fontes?]

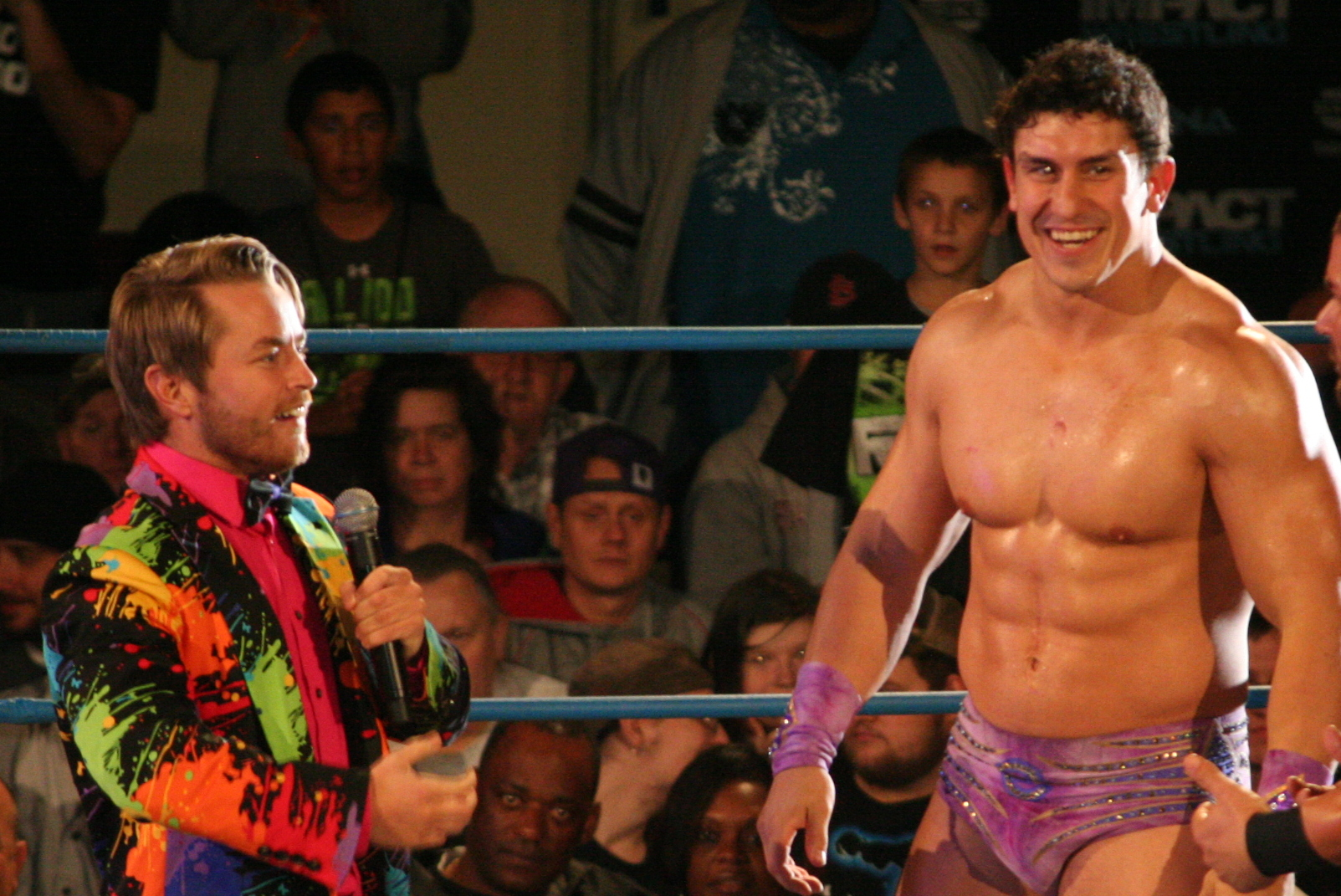
Hutter estreou na TNA como Ethan Carter III, onde se juntou com Rockstar Spud (esquerda) em abril de 2014.

Em 27 de fevereiro de 2014, Angle aceitou oficialmente sua indução no TNA Hall of Fame, mas a cerimônia foi interrompida por Carter, que disse ironicamente falou que ele havia lesionado seu joelho e portanto, deveria se aposentar. No entanto, Angle atacou-o e desafiou-o para um combate no Lockdown. Em 7 de março de 2014, Angle foi atacado novamente por EC3. Mais tarde naquele dia, foi anunciado que devido ao ataque do EC3, Angle havia novamente se lesionado e não poderia competir no Lockdown. Em 9 de março de 2014, no evento, Bobby Lashley respondeu o desafio aberto de Carter em uma luta que acabou sem vencedor. Na semana seguinte, no Impact Wrestling, Lashley e Carter tiveram uma revanche que Carter venceu por desqualificação depois de Willow atacar Carter. Isto começou uma rivalidade entre os dois com EC3 e Rockstar Spud tentando procurar Willow numaa floresta. No entanto, ambos foram atacados por este último. No Sacrifice, eles foram derrotados por Willow e Kurt Angle. Em 8 de maio, EC3 enfrentou Angle novamente, onde ganhou. Durante o combate, Angle lesionou mais uma vez o joelho, o que permitiu Carter o atacar.
Após sua rivalidade com Kurt Angle, ele começou uma rivalidade com Bully Ray, que ameaçou jogar sua tia, Dixie Carter através de uma mesa. Isto resultou em uma [[Hardcore wrestling|luta Texas Death Match no Slammiversary XII, que EC3 também ganhou com a ajuda de Dixie Carter e Rockstar Spud. Através de relacionamento da TNA com a Wrestle-1, Carter fez sua estreia para a promoção japonesa em Tóquio em 6 de julho, e em parceria com a Rockstar Spud, foram derrotados por Tajiri and Yusuke Kodama. Em julho 3, EC3 derrottou Bully Ray em uma luta de mesas, seguindo a interferência de Rhyno em nome de Carter. Isto levou a Bully desafiar EC3, Rhyno e Spud em uma luta de trios com Devon e Tommy Dreamer como seus parceiros, mas a equipe de Carter ganhou após a interferência de Gene Snitsky e Rycklon. No episódio de 7 de agosto do Impact Wrestling, EC3, Rycklon, Gene Snitsky e Rhyno foram derrotados em uma luta de quartetos contra o Team 3D, Al Snow e Tommy Dreamer. Depois, Bully Ray cumpriu sua promessa de quatro meses, jogando Dixie Carter através de uma mesa. EC3, então, culpou Rhyno pelo incidente, assim o atacando, transformando Rhyno em um mocinho novamente. Na semana seguinte, EC3 sofreria sua primeira derrota individual, depois de ele conseguiu ser desclassificado por bater repetidamente em Rhyno com uma cadeira. Spud tentou parar EC3, mas ele também ameaçou Spud com a cadeira, provocando, assim, tensão entre os dois.
Na edição de 8 de outubro do Impact Wrestling, Rockstar Spud se voltou contra EC3 e o atacou, resultando em Carter demiti-lo como seu "Chefe de Gabinete". Em 12 de outubro de 2014, no Bound for Glory 2014 em Tóquio, Japão, EC3 derrotado lutador de sumô Ryota Hama. Em 15 de outubro no Impact, Carter apresentou o seu novo guarda-costas Tyrus. Juntos, eles entraram no torneio para determinar os desafiantes ao TNA World Tag Team Championship e derrotaram Eric Young e Rockstar Spud nas quartas de final mas acabaram perdendo para os Hardys  no episódio de 29 de outubro do Impact Wrestling nas semifinais, quando Tyrus foi finalizado por Matt Hardy. Em 31 de dezembro, Hutter assinou um novo contrato com a TNA. Na edição de 14 de março do Impact, a rivalidade de EC3 com Rockstar Spud chegou a uma conclusão quando Carter ganhou uma luta cabelo vs. cabelo contra ele. Após o combate, EC3 insinuou respeito a Spud, mas depoiso atacou e raspou sua cabeça.

#### Campeão mundial dos pesos-pesados da TNA (2015–2018)
Depois de derrotar Mr. Anderson para se tornar no desafiante ao TNA World Heavyweight Championship. Em  28 de junho de 2015, no Slammiversary XIII, Carter e Tyrus derrotaram Mr. Anderson e Lashley no co-evento principal. Carter derrotou Kurt Angle no Impact Wrestling de 1 de julho de 2015 e conquistou o TNA World Heavyweight Championship pela primeira vez em sua carreira. No Impact de 8 de julho, Carter defendeu com sucesso seu título três vezes na mesma noite, tendo derrotado Norv Fernum, Shark Boy e Kurt Angle, tendo ganhado por desqualificação contra este último. No Impact Wrestling de 15 de julho, Carter derrotou Drew Galloway para mais uma vez defender o TNA World Heavyweight Championship depois de Galloway ganhar uma battle royal de 20 lutadores para se tornar desafiante ao título. No Turning Point, Carter derrotou o campeão do King of the Mountain PJ Black para mais uma vez manter o cinturão. No Impact Wrestling de 2 de setembro, Carter derrotou Matt Hardy para defender o título. Carter ainda defendeu o TNA World Heavyweight Championship contra Rockstar Spud no Impact de 23 de setembro. No Bound For Glory, em 4 de outubro, Carter perdeu o título para Matt Hardy em uma luta three-way, que envolveu também Drew Galloway. Dois dias depois, ele conseguiu uma liminar judicial (na história) que proibiu Hardy de aparecer no Impact WRestling por um mês, o que obrigou Hardy a renunciar o título a fim de permanecer no programa.

## Vida pessoal
Hutter participa de zumba, uma aula de fitness latino inspirado na dança.

## No wrestling
- Movimentos de finalização
  - Como Ethan Carter III
    - One Percenter[89] (Headlock driver)
    - Leglock[90] – 2014

  - Como Derrick Bateman
    - Deviant[10] (Airplane spin)[91] – Circuito independente
    - Man-Tastic[92]/Sweet Meat Sizzler[93][94] (Headlock driver)[95]
- Signature moves
  - Belly to back suplex[32][96]
  - Double high knee no peito do oponente ajoelhado[97]
  - Dropkick,[98] às vezes da corda superior[98] ou em um oponente preso no canto do ringue[98]
  - Flapjack[99]
  - Front facelock STO[54]
  - Northern Lights suplex
  - Running corkscrew neckbreaker[99]
  - Running crossbody[100]
  - Running forearm smash[99]
  - Russian legsweep[96]
  - Suicide dive[101]
- Managers
  - Daniel Bryan[20]
  - Kaitlyn[48]
  - Rockstar Spud
  - Dixie Carter
  - Rhyno
  - Tyrus
- Lutadores de quem foi manager
  - Darren Young[102]
  - Maxine[103]
  - Kaitlyn[104]
- Alcunhas
  - "The Deviant"[10]
  - "BetaMax"[105] (Usado enquanto fazia parceira com Maxine)
  - "KaitMan"[106] (Usado enquanto fazia parceira com Kaitlyn)
  - "EC3"[107]
  - "The New Icon of Professional Wrestling"[108]
  - "The (Hardcore) American Icon"[109][110]
  - "Wrestling's Greatest Hero"[111]
  - "The New Game"
- Temas de entrada
  - "Gasoline Upcharge" por Chris Weerts e Daniel Holter (WWE; 26 de julho de 2011–17 de maio de 2013)[48][112]
  - "Trouble" por Dale Oliver[113] (TNA; 10 de outubro de 2013–2018)

## Campeonatos e prêmios
- Absolute Intense Wrestling
  - AIW Absolute Championship (1 vez)[6]
- BCCW

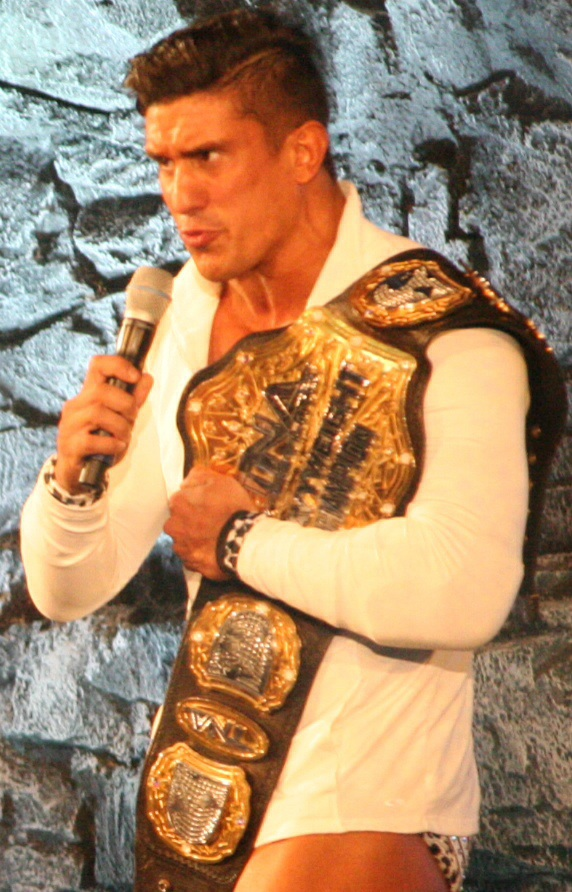
Carter como campeão mundial dos pesos-pesados da TNA em 2014.

  - BCCW Euro-Canadian Championship (1 vez)
- Firestorm Pro Wrestling
  - Firestorm Pro Heavyweight Championship (1 vez)[7]
- Florida Championship Wrestling
  - FCW Florida Tag Team Championship (1 vez) – com Johnny Curtis[2][8]
- Pro Wrestling Illustrated
  - PWI o colocou na 30ª posição dos 500 melhores lutadores individuais na PWI 500 em 2015.[114]
- Total Nonstop Action Wrestling
  - TNA World Heavyweight Championship (2 vezes)[115]
  - Impact Grand Championship (1 vez) [116]
  - Feast or Fired (2013 – contrato pelo World Tag Team Championship)[117]
  - TNA Joker's Wild (2014)
- World Wrestling Entreteniment (WWE)
- 24/7 Championship (1 vez)

### Recorde na Luchas de Apuestas
| Vencedor (aposta)         | Perdedor (aposta)      | Local               | Evento           | Data                  | Notas |
| ------------------------- | ---------------------- | ------------------- | ---------------- | --------------------- | ----- |
| Ethan Carter III (cabelo) | Rockstar Spud (cabelo) | Londres, Inglaterra | Impact Wrestling | 31 de janeiro de 2015 |       |